# 1792年法国国民公会选举
1792年法国国民公会选举是法国历史上第一次国民公会选举，此次选举产生了法国君主制被推翻后的第一届政府。
这次选举于9月初举行，历时三个星期。同时此次选举是法国历史上第一次举行的男性普选，但是保皇派和吉伦特派候选人遭到了民众抵制。在这次选举中，只有年满21岁的公民才拥有选举权，此外投票人必须在其进行投票的省住满一年，并且家庭佣人不包括在内。选民可以在所在省的任何选取党候选人，但必须年满25周岁。选举采用两轮选举制，若第一轮选举没有候选人获得绝对多数投票，则得票数排名前二的候选人则需要参加第二轮选举。
根据基尔大学历史教授马尔科姆·克鲁克的说法，此次选举绝非公平的选举，恐吓竞争对手的事情时有发生，目前现有的很多证据都证明了这一点。

## 选举结果
| 政党   | 政党     | 得票数           | %     | 席位数 |
| ------ | -------- | ---------------- | ----- | ------ |
|        | 平原派   | 1,747,200        | 51.9% | 389    |
|        | 山岳派   | 907,200          | 26.7% | 200    |
|        | 吉伦特派 | 705,600          | 21.4% | 160    |
| 总票数 | 总票数   | 大约为 3,360,000 | 100%  | 749    |